# Sugar River State Trail
Der Sugar River State Trail ist ein 37 km langer Fernwanderweg im US-Bundesstaat Wisconsin. Er beginnt in New Glarus und verläuft über Monticello und Albany nach Brodhead. Die Oberfläche besteht aus Kalkstein.

## Flora
In den Feuchtgebieten kommen entlang des Weges Rohrkolben und Schilfrohr vor. In den Waldgebieten findet man Eichen, Hickory, Walnüsse und Kirschen. Weiterhin kommen Rhus, Holunder und Weiden vor.

## Fauna
Entlang des Weges leben Biber, Füchse, Hirsche, Kaninchen, Kojoten, Maulwürfe, Nerze, Rotluchse, Spitzmäuse, Stinktiere und Waldmurmeltiere sowie Echte Erd-, Grau- und Streifenhörnchen. Weiterhin gibt es verschiedene Arten von Schlangen, Schildkröten und Salamandern sowie mehr als 100 verschiedene Vogelarten.